# Замок Фройденберг (Майн)
Замок Фройденберг (нем. Burg Freundenberg), также называемый Фройденбург (нем. Freudenburg) — руины средневекового замка в немецком городе Фройденберг на севере федеральной земли Баден-Вюртемберг.

## История
Строительство замка было начато в 1197 г., когда по указанию епископа Вюрцбурга Генриха III фон Берга (Heinrich von Berg, †1197) на горе над Майном была возведена жилая башня. При вюрцбургском епископе Конраде Кверфуртском (Konrad von Querfurt, ок. 1160—1202) работы, хотя и в меньшем масштабе, были продолжены.
Первое письменное упоминание о замке встречается, однако, в записи 1295 г. в связи с Кунигундой Вертхаймской ( Kunigunde von Wertheim), получившей «замок и селение» (лат. castrum et oppidum) в качестве лена; не исключено, впрочем, что род фон Вертхайм управлял замком с самого начала.
В 1391 г. при Эберхарде фон Вертхайм (Eberhard von Wertheim) были возведены окружавшая комплекс оборонительная стена и главный жилой дом, так называемый «палас».
Между 1497 и 1507 гг. замок был кардинально перестроен и расширен Эразмом Вертхаймским (Erasmus von Wertheim), превратившись в мощную крепость с форбургом, обращённой к Майну четырёхэтажной Пушечной башней и бастионом с южной стороны. Кроме того, была возведена дополнительная защитная стена с тремя небольшими круглыми башнями. Т.о. чтобы попасть в Верхний (основной) замок, надо было сначала преодолеть два ряда стен. Внешняя же стена изначально спускалась по склону к реке, опоясывая город у подножия замка.
В 1552 г. Фройденберг был серьёзно повреждён в ходе Второй маркграфской войны; и после пресечения рода фон Вертхайм в 1556 г. быстро превратился в руины, чему способствовал перенос управления в город. Лишь Пушечная башня продолжала использоваться как тюрьма, особенно в период охоты на ведьм в конце XVI в.
Оставленный замок снова привлёк внимание публики лишь в XX в. благодаря общественной инициативе жителей Фройденберга, что в известной степени совпало также с началом эпохи массового туризма. Руины были постепенно расчищены и укреплены. В 1995 г. замок был, наконец, открыт для посещений.

## Современное использование
Замок находится в государственной собственности, и открыт для свободного посещения, предлагая прекрасный обзор на лежащую внизу долину Майна с городом Фройденберг. Каждые два года в замковом дворе проводятся фестивали под открытым небом.